# Winterswijk
Winterswijk – miasto i gmina we wschodniej Holandii (prowincja Geldria). Liczy ok. 29 tys. mieszkańców (2008).